# Parmenonta valida
Parmenonta valida är en skalbaggsart som beskrevs av Thomson 1868. Parmenonta valida ingår i släktet Parmenonta och familjen långhorningar.
Artens utbredningsområde är:
- Belize.
- Guatemala.
- Honduras.
- Nicaragua.

Inga underarter finns listade i Catalogue of Life.